# Reducent
V kemijskih reakcijah, kot je oksidacija in redukcija (ali redoks reakcija), sta dve glavni vlogi: oksidant in reducent.
Reducent je snov, ki donira elektrone, ta proces pa se imenuje redoks reakcija. Ko reducent donira elektrone, se sam oksidira. To pomeni, da se njegovo oksidacijsko število poveča. Z drugimi besedami, reducent omogoča, da se druga snov reducira, saj donira elektrone, ki jih ta snov sprejme.
Na primer, v reakciji med železom (Fe) in bakrovim (II) sulfatom (CuSO4), železo deluje kot reducent, ker donira elektrone bakru. Reakcija je naslednja:
Fe(s) + CuSO4(aq) -> FeSO4(aq) + Cu(s)
V tej reakciji železo preide iz oksidacijskega stanja 0 na +2, kar pomeni, da se je oksidiralo. Bakrov ion Cu2+ pa preide iz oksidacijskega stanja +2 na 0, kar pomeni, da se je reduciralo. To se zgodi, ker železo donira elektrone bakru.